# Волошино (Новгородська область)
Волошино (рос. Волошино) — присілок в Шимському районі Новгородської області Російської Федерації.
Населення становить 13 осіб. Входить до складу муніципального утворення Подгоське сільське поселення.

## Історія
Від 2004 року входить до складу муніципального утворення Подгоське сільське поселення.

## Населення
| 2010 |
| ---- |
| 13   |